# Rhamphomyia cavicornuta
Rhamphomyia cavicornuta är en tvåvingeart som beskrevs av Bartak 2002. Rhamphomyia cavicornuta ingår i släktet Rhamphomyia och familjen dansflugor.
Artens utbredningsområde är Kalifornien. Inga underarter finns listade i Catalogue of Life.